# Céline Sciamma
Céline Sciamma (Pontoise, 12 november 1978) is een Frans filmregisseuse en scenarioschrijver.

## Biografie
Céline Sciamma komt uit een welgesteld gezin van Italiaanse origine en volgde een opleiding als scenarioschrijver bij La fémis. Ze gebruikte het scenario van haar eindwerk van haar studies, voor haar eerste film in 2006, Naissance des pieuvres. Deze film werd vertoond op het Filmfestival van Cannes 2007 in de sectie Un certain regard en behaalde de Prix Louis-Delluc als beste debuutfilm en kreeg ook een Césarnominatie voor beste debuutfilm. In 2011 schreef en regisseerde ze Tomboy die op het Internationaal filmfestival van Berlijn de Teddy Jury Award won. Voor Bande de filles uit 2014 kreeg ze een Césarnominatie voor beste regie.
Sciamma had een relatie met de Franse actrice Adèle Haenel, die ze regisseerde in Naissance des pieuvres.

## Filmografie

### Regie
- Naissance des pieuvres (2007)
- Pauline (kortfilm, 2009)
- Tomboy (2011)
- Bande de filles (2014)
- Portrait de la jeune fille en feu (2019)
- Petite Maman (2021)

### Scenario
- Les Premières Communions (kortfilm, 2004)
- Cache ta joie (kortfilm, 2007)
- Naissance des pieuvres (2007)
- Ivory Tower (2010)
- Tomboy (2011)
- Les Revenants (televisieserie, meegewerkt aan de eerste versies van het scenario)[2]
- Bande de filles (2014)
- Ma vie de courgette (animatiefilm, 2016)
- Portrait de la jeune fille en feu (2019)
- Petite Maman (2021)

## Prijzen en nominaties
De belangrijkste:
| jaar | prijs                                   | categorie                            | genomineerde(n)                   | uitslag     |
| ---- | --------------------------------------- | ------------------------------------ | --------------------------------- | ----------- |
| 2020 | BAFTA                                   | Beste niet-Engelstalige film         | Portrait de la jeune fille en feu | Genomineerd |
| 2020 | César                                   | Beste film                           | Portrait de la jeune fille en feu | Genomineerd |
| 2020 | César                                   | Beste scenario                       | Portrait de la jeune fille en feu | Genomineerd |
| 2020 | César                                   | Beste regisseur                      | Portrait de la jeune fille en feu | Genomineerd |
| 2019 | Filmfestival van Cannes                 | Gouden Palm                          | Portrait de la jeune fille en feu | Genomineerd |
| 2015 | César                                   | Beste regisseur                      | Bande de filles                   | Genomineerd |
| 2011 | Internationaal filmfestival van Berlijn | Teddy Jury Award                     | Tomboy                            | Gewonnen    |
| 2008 | César                                   | Beste debuutfilm                     | Naissance des pieuvres            | Genomineerd |
| 2007 | Filmfestival van Cannes                 | Prix Louis-Delluc (beste debuutfilm) | Naissance des pieuvres            | Gewonnen    |